# Чемпіонат Туру WTA 2010
Чемпіонат Туру WTA 2010 - жіночий тенісний турнір, що проходив на відкритих кортах з твердим покриттям. Це був 40-й за ліком завершальний турнір сезону в одиночному розряді і 35-й - у парному. Втретє і востаннє відбувся на кортах Khalifa International Tennis Complex у місті Доха (Катар) і тривав з 26 до 31 жовтня 2010 року.
Серена Вільямс була чинною чемпіонкою в одиночному розряді. Вона знову кваліфікувалась, але знялася з турніру через незаліковану травму ступні.

Нурія Льягостера Вівес і Марія Хосе Мартінес Санчес були чинними чемпіонками в парному розряді, але того року не змогли кваліфікуватися на турнір.

Дворазова фіналістка турнірів Великого шлему і олімпійська чемпіонка Олена Дементьєва оголосила про завершення своєї 13-річної кар'єри.

## Гравчині, що кваліфікувалися

### Одиночний розряд
| Рейтинг у чемпіонських перегонах в одиночному розряді (станом на 25 жовтня 2010) | Рейтинг у чемпіонських перегонах в одиночному розряді (станом на 25 жовтня 2010) | Рейтинг у чемпіонських перегонах в одиночному розряді (станом на 25 жовтня 2010) | Рейтинг у чемпіонських перегонах в одиночному розряді (станом на 25 жовтня 2010) | Рейтинг у чемпіонських перегонах в одиночному розряді (станом на 25 жовтня 2010) |
| Місце                                                                            | Гравчиня                                                                         | Очки                                                                             | Tour                                                                             | Коли кваліфікувалася                                                             |
| -------------------------------------------------------------------------------- | -------------------------------------------------------------------------------- | -------------------------------------------------------------------------------- | -------------------------------------------------------------------------------- | -------------------------------------------------------------------------------- |
| 1                                                                                | Каролін Возняцкі (DEN)                                                           | 7,270                                                                            | 21                                                                               | 29 вересня                                                                       |
| 2                                                                                | Віра Звонарьова (RUS)                                                            | 6,096                                                                            | 18                                                                               | 1 жовтня                                                                         |
|                                                                                  | Серена Вільямс (USA)                                                             | 5,355                                                                            | 12(6)                                                                            | Травма ступні                                                                    |
| 3                                                                                | Кім Клейстерс (BEL)                                                              | 5,295                                                                            | 13(10)                                                                           | 2 жовтня                                                                         |
|                                                                                  | Вінус Вільямс (USA)                                                              | 4,985                                                                            | 14(9)                                                                            | Травма лівого коліна                                                             |
| 4                                                                                | Франческа Ск'явоне (ITA)                                                         | 4,595                                                                            | 21                                                                               | 6 жовтня                                                                         |
| 5                                                                                | Саманта Стосур (AUS)                                                             | 4,572                                                                            | 18                                                                               | 6 жовтня                                                                         |
| 6                                                                                | Єлена Янкович (SRB)                                                              | 4,236                                                                            | 20                                                                               | 9 жовтня                                                                         |
| 7                                                                                | Олена Дементьєва (RUS)                                                           | 4,085                                                                            | 20(19)                                                                           | 9 жовтня                                                                         |
| 8                                                                                | Вікторія Азаренко (BLR)                                                          | 3,935                                                                            | 20                                                                               | 20 жовтня                                                                        |

### Парний розряд
| Рейтинг у чемпіонських перегонах у парному розряді (станом на 25 жовтня 2010) | Рейтинг у чемпіонських перегонах у парному розряді (станом на 25 жовтня 2010) | Рейтинг у чемпіонських перегонах у парному розряді (станом на 25 жовтня 2010) | Рейтинг у чемпіонських перегонах у парному розряді (станом на 25 жовтня 2010) | Рейтинг у чемпіонських перегонах у парному розряді (станом на 25 жовтня 2010) |
| Rk                                                                            | Ім'я                                                                          | Очки                                                                          | Tour                                                                          | Коли кваліфікувалися                                                          |
| ----------------------------------------------------------------------------- | ----------------------------------------------------------------------------- | ----------------------------------------------------------------------------- | ----------------------------------------------------------------------------- | ----------------------------------------------------------------------------- |
| 1                                                                             | Хісела Дулко (ARG) Флавія Пеннетта (ITA)                                      | 8,581                                                                         | 16                                                                            | 14 вересня                                                                    |
| 2                                                                             | Квета Пешке (CZE) Катарина Среботнік (SLO)                                    | 6,596                                                                         | 17                                                                            | 29 вересня                                                                    |
|                                                                               | Серена Вільямс (USA) Вінус Вільямс (USA)                                      | 5,500                                                                         | 4                                                                             | Серена: травма ступні Вінус: травма лівого коліна                             |
| 3                                                                             | Ліза Реймонд (USA) Ренне Стаббс (AUS)                                         | 5,104                                                                         | 18                                                                            | 7 жовтня                                                                      |
| 4                                                                             | Ваня Кінґ (USA) Ярослава Шведова (KAZ)                                        | 4,978                                                                         | 10                                                                            | 7 жовтня                                                                      |

## Призовий фонд і очки
Сумарний призовий фонд турніру становив 4,5 млн доларів США.
| Етап                         | Одиночний розряд | Парний розряд1 | Очки! 3 |
| ---------------------------- | ---------------- | -------------- | ------- |
| Чемпіонка                    | +$770,000        | $375,000       | +450    |
| Фіналістка                   | +$380,000        | $187,500       | +360    |
| Круговий турнір (3 перемоги) | $400,000         | $93,7502       | 690     |
| Круговий турнір (2 перемоги) | $300,000         | –              | 530     |
| Круговий турнір (1 перемога) | $200,000         | –              | 370     |
| Круговий турнір (0 перемог)  | $100,000         | –              | 210     |
| Alternates                   | $50,000          | –              |         |

- 1 У парному розряді грошовий приз спільний на пару.
- 2 Грошовий приз півфіналісткам у парному розряді.
- 3 За участь у кожному матчі кругового турніру гравчиня автоматично отримує 70 очок, а за кожну перемогу в круговому турнірі - 160 додаткових очок

## Шлях на Чемпіонат

### Одиночний розряд
- Гравчині на  золотому  тлі кваліфікувалися на турнір.
- Гравчині на  брунатному  тлі кваліфікувалися чи мали право бути запасними, але відмовилися від участі.
- Блакитним  показано запасних гравчинь.

| Місце | Спортсменка        | Турніри Великого шлему | Турніри Великого шлему | Турніри Великого шлему | Турніри Великого шлему | Premier Mandatory | Premier Mandatory | Premier Mandatory | Premier Mandatory | Найкращі результати в Premier 5 | Найкращі результати в Premier 5 | Найкращі результати в інших турнірах | Найкращі результати в інших турнірах | Найкращі результати в інших турнірах | Найкращі результати в інших турнірах | Найкращі результати в інших турнірах | Найкращі результати в інших турнірах | Загалом очок | Турнірів |
| ----- | ------------------ | ---------------------- | ---------------------- | ---------------------- | ---------------------- | ----------------- | ----------------- | ----------------- | ----------------- | ------------------------------- | ------------------------------- | ------------------------------------ | ------------------------------------ | ------------------------------------ | ------------------------------------ | ------------------------------------ | ------------------------------------ | ------------ | -------- |
| Місце | Спортсменка        | AUS                    | FRA                    | WIM                    | USO                    | IW                | MIA               | MAD               | BEI               | 1                               | 2                               | 1                                    | 2                                    | 3                                    | 4                                    | 5                                    | 6                                    | Загалом очок | Турнірів |
| 1     | Каролін Возняцкі   | 1/8Ф 280               | ЧФ 500                 | 1/8Ф 280               | ПФ 900                 | Ф 700             | ЧФ 250            | 1/16Ф 80          | П 1000            | П 900                           | П 900                           | П 470                                | П 280                                | П 280                                | ПФ 200                               | ЧФ 120                               | 1/8Ф 125                             | 7,270        | 21       |
| 2     | Віра Звонарьова    | 1/8Ф 280               | 1/32Ф 100              | Ф 1400                 | Ф 1400                 | 1/8Ф 140          | 1/8Ф 140          | 1/16Ф 80          | Ф 700             | Ф 620                           | ЧФ 225                          | Ф 320                                | П 280                                | ЧФ 225                               | 1/8Ф 125                             | 1/8Ф 60                              | 1/16Ф 1                              | 6,096        | 18       |
| 3     | Серена Вільямс     | П 2000                 | ЧФ 500                 | П 2000                 | A 0                    | A 0               | A 0               | 1/8Ф 140          | A 0               | ПФ 395                          |                                 | Ф 320                                |                                      |                                      |                                      |                                      |                                      | 5,355        | 6        |
| 4     | Кім Клейстерс      | 1/16Ф 160              | A 0                    | ЧФ 500                 | П 2000                 | 1/16Ф 80          | П 1000            | A 0               | A 0               | П 900                           | ЧФ 225                          | П 280                                | ЧФ 120                               | 1/8Ф 30                              |                                      |                                      |                                      | 5,295        | 13       |
| 5     | Вінус Вільямс      | ЧФ 500                 | 1/8Ф 240               | ЧФ 500                 | ПФ 900                 | A 0               | Ф 700             | Ф 700             | A 0               | П 900                           | ЧФ 225                          | П 280                                |                                      |                                      |                                      |                                      |                                      | 4,985        | 9        |
| 6     | Франческа Ск'явоне | 1/8Ф 280               | П 2000                 | 1/64Ф 5                | ЧФ 500                 | 1/16Ф 80          | 1/16Ф 80          | 1/8Ф 140          | ЧФ 250            | ПФ 395                          | ЧФ 225                          | П 280                                | ПФ 130                               | 1/16Ф 70                             | 1/16Ф 70                             | 1/8Ф 60                              | 1/16Ф 1                              | 4,595        | 21       |
| 7     | Саманта Стосур     | 1/8Ф 280               | Ф 1400                 | 1/64Ф 5                | ЧФ 500                 | ПФ 450            | ЧФ 250            | ЧФ 250            | 1/32Ф 5           | 1/32Ф 1                         | 1/16Ф 1                         | П 470                                | Ф 320                                | ПФ 200                               | ПФ 200                               | ЧФ 120                               | ЧФ 120                               | 4,572        | 17       |
| 8     | Єлена Янкович      | 1/16Ф 160              | ПФ 900                 | 1/8Ф 240               | 1/16Ф 160              | П 1000            | 1/8Ф 140          | ЧФ 250            | 1/16Ф 80          | Ф 620                           | 1/8Ф 125                        | 1/8Ф 125                             | 1/8Ф 125                             | ЧФ 120                               | ЧФ 120                               | 1/8Ф 30                              | 1/16Ф 1                              | 4,236        | 20       |
| 9     | Олена Дементьєва   | 1/32Ф 100              | ПФ 900                 | A 0                    | 1/8Ф 280               | ЧФ 250            | 1/32Ф 5           | 1/16Ф 80          | 1/8Ф 140          | Ф 625                           | 1/8Ф 125                        | П 470                                | П 470                                | Ф 200                                | ПФ 200                               | 1/8Ф 125                             | ЧФ 120                               | 4,085        | 20       |
| 10    | Вікторія Азаренко  | ЧФ 500                 | 1/64Ф 5                | 1/16Ф 160              | 1/32Ф 100              | 1/16Ф 80          | 1/8Ф 140          | 1/32Ф 5           | 1/16Ф 5           | Ф 620                           | ПФ 395                          | П 470                                | П 470                                | ПФ 395                               | Ф 320                                | ПФ 200                               | ЧФ 60                                | 3,935        | 20       |
| 11    | Лі На              | ПФ 900                 | 1/16Ф 160              | ЧФ 500                 | 1/64Ф 5                | 1/32Ф 5           | 1/32Ф 5           | ЧФ 250            | ПФ 450            | ЧФ 225                          | 1/8Ф 125                        | П 280                                | ПФ 200                               | ПФ 130                               | 1/8Ф 125                             | ЧФ 120                               | 1/8Ф 30                              | 3,540        | 20       |
| 12    | Жустін Енен        | Ф 1400                 | 1/8Ф 240               | 1/8Ф 240               | A 0                    | 1/32Ф 50          | ПФ 450            | 1/32Ф 5           | A 0               |                                 |                                 | П 470                                | П 280                                | Ф 200                                |                                      |                                      |                                      | 3,415        | 11       |
| 13    | Шахар Пеєр         | 1/16Ф 160              | 1/8Ф 280               | 1/32Ф 100              | 1/8Ф 240               | 1/8Ф 140          | 1/16Ф 80          | ПФ 450            | ПФ 450            | ПФ 395                          | 1/8Ф 125                        | Ф 200                                | ПФ 200                               | ПФ 130                               | ПФ 130                               | ЧФ 120                               | ЧФ 120                               | 3,365        | 21       |

## Переможниці та фіналістки

### Одиночний розряд
Кім Клейстерс —  Каролін Возняцкі, 6–3, 5–7, 6–3.
- Для Клейстерс це був 5-й титул за рік і 40-й — за кар'єру. Це була її третя перемога на цьому турнірі, після 2002 і 2003 років.

### Парний розряд
Хісела Дулко /  Флавія Пеннетта —  Квета Пешке /  Катарина Среботнік, 7–5, 6–4.